# Hoffmann-Syndrom
Das Hoffmann-Syndrom ist eine seltene Erkrankung des Erwachsenenalters mit einer Kombination von Schilddrüsenunterfunktion und einer scheinbaren Muskelhypertrophie verbunden mit schmerzhaften Spasmen und Pseudomyotonie. Sie wird auch Hypothyreote Myopathie des Erwachsenen genannt.
Die Namensbezeichnung bezieht sich auf die Erstbeschreibung 1896 durch den deutschen Neurologen Johann Hoffmann.
Die Erkrankung ist nicht zu verwechseln mit dem Charcot-Marie-Tooth-Hoffmann-Syndrom oder Werdnig-Hoffmann-Syndrom.

## Ursache
Die Ursache der Muskel-Pseudohypertrophie ist nicht bekannt, es wird aber vermutet, dass sie Folge der langanhaltenden Hypothyreose ist.

## Klinik
Die Erkrankung manifestiert sich erst im Erwachsenenalter.
Diagnostische Kriterien sind:
- Lange bestehende unbehandelte Schilddrüsenunterfunktion, siehe Hypothyreose#Klinisches Bild.
- Allgemeine Muskelschwäche ohne Muskelatrophie
- Pseudomyotone Steifigkeit
- Verlangsamte Muskelreflexe
- Mitbeteiligung des peripheren Nervensystems

## Untersuchungsmethoden
Laborchemisch findet sich eine erhöhte Kreatinkinaseaktivität im Blutserum,
im EMG lässt sich keine myotone Reaktion nachweisen.

## Differentialdiagnose
Abzugrenzen ist das Kocher-Debré-Semelaigne-Syndrom, welches bereits bei Kindern auftritt, aber ohne schmerzhafte Spastik und Pseudomyotonie.

## Therapie
Die Behandlung besteht in der Gabe von Schilddrüsenhormonen, dadurch ist eine komplette Normalisierung möglich.